# لوجو
لوجو (به لاتین: Luzhou) یک شهر مرکزی در جمهوری خلق چین است که در سیچوآن واقع شده‌است.

## خصوصیات
لوجو ۱۲٬۲۳۳٫۵۸ کیلومترمربع مساحت و ۴٬۲۱۸٬۴۲۷ نفر جمعیت دارد و ۲۶۲ متر بالاتر از سطح دریا واقع شده‌است.